# Plymouth Locomotive Works

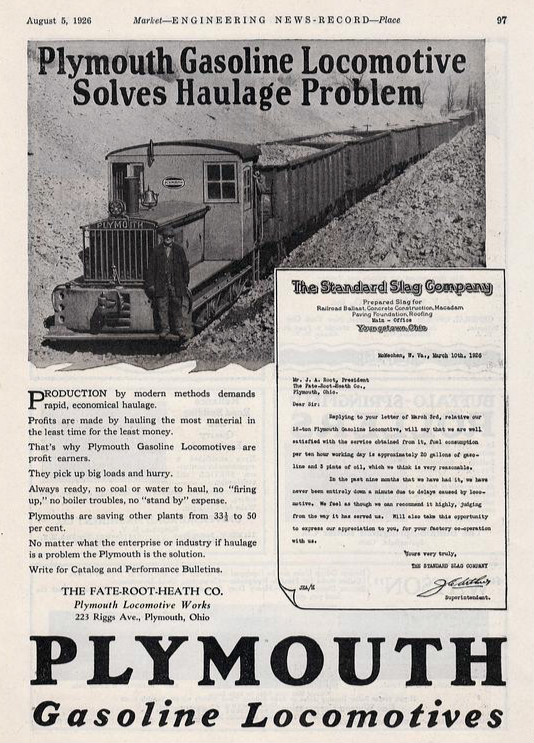
Anzeige für Benzin-Loks, 1926

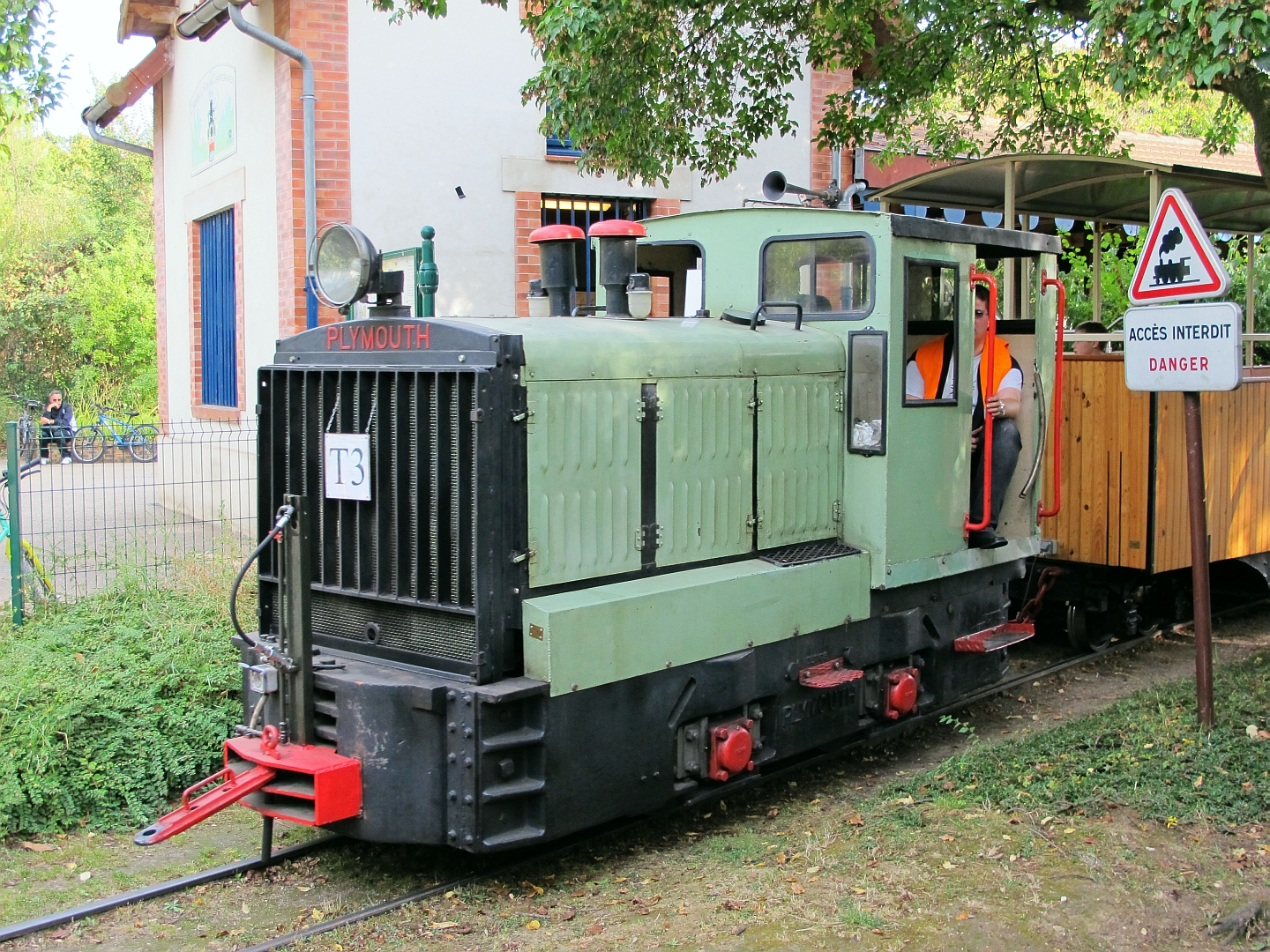
Schmalspurlokomotive in Frankreich

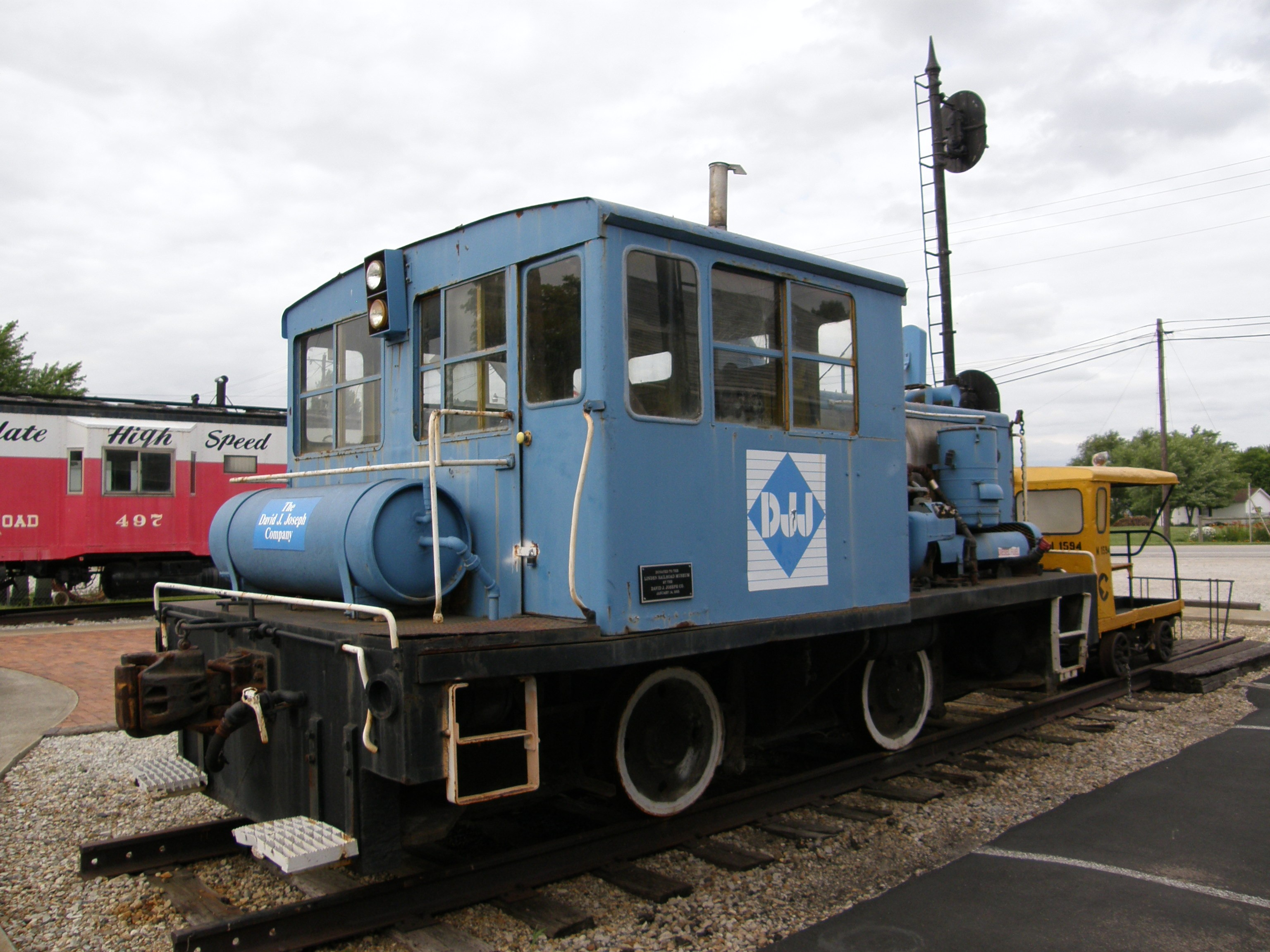
Plymouth Lok im Linden Depot Museum, Indiana

Plymouth Locomotive Works war ein US-amerikanischer Lokomotivhersteller. Seine Verbrennungsmotor-Loks mit Spurweiten von 457 mm (18 Zoll) bis 1676 mm (66 Zoll) wurden in Plymouth, Ohio gebaut.

## Geschichte
Plymouth-Lokomotiven wurden seit 1910 von der J. D. Fate Company, die 1919 in Fate-Root-Heath aufging, hergestellt. Ein 1917 von J. D. Fate angemeldetes Patent zeigt eine stufenlos verstellbare  Reibkupplung, die anfänglich ein wesentlicher Bestandteil seiner Lokomotiven war. Ein 1925 angemeldetes Patent von Fate-Root-Heath zeigt ein gewöhnliches Vierganggetriebe mit Rückwärtsgang.
Am Anfang wurden die Lokomotiven meistens mit Chrysler-Benzinmotoren ausgerüstet, bis 1927 die ersten Dieselloks gebaut wurden. 1937 wurde jeweils ein Prototyp einer Butan- und einer Propangaslok gebaut.
Plymouth entwickelte sich zu einem sehr bekannten Hersteller von kleinen industriell eingesetzten Lokomotiven mit meistens weniger als 25 t Gewicht. Insgesamt wurden 7500 Lokomotiven hergestellt, von denen noch etwa 1700 im Einsatz sind, einige davon sind mehr als 50 Jahre alt.
Die Firma wurde in den späten 1950er Jahren in Plymouth Locomotive Works und in den späten 1970er Jahren in Plymouth Industries umbenannt. Das Unternehmen wurde 1997 von Ohio Locomotive Crane gekauft und die Produktion 1999 nach Bucyrus, Ohio, verlagert. Die Produktion wurde inzwischen eingestellt, und die Rechte am Ersatzteilgeschäft wurden an Williams Distribution veräußert.